# 대가야신문
대가야신문은 경북 고령군에 소재지를 둔 주식회사 대가야신문이 발행하는 신문이다.
일반주간신문 발행, 도서·잡지의 출판, 인쇄, 학술·연구 용역, 문화·예술·체육행사 기획 및 진행, 시스템통합(SI), 광고 기획 등 다양한 사업 분야에 진출하고 있다.
고령군 뿐만 아니라 경북 성주군, 칠곡군, 대구 달성군, 경남 합천군 등 대가야문화권의 정치, 경제, 사회, 문화, 시사 등 전 분야에 걸쳐 보도, 논평 및 여론 등을 전파하기 위해 2008년 3월 25일 인터넷신문으로 출발하여 2009년 1월 19일 일반주간신문 발행을 위해 주식회사 대가야신문으로 법인 등록을 마쳤으며, 2009년 2월 6일 경북도청에 정기간행물 등록과 서대구세무서에 법인사업자 등록을 마쳤다.
2009년 2월 6일, 2월 23일 창간준비호 발행과 3월 16일 창간호를 발행하고 계속적으로 매주 한 번씩 주간신문을 발행하고 있다.